# Slag bij Tapae (86)

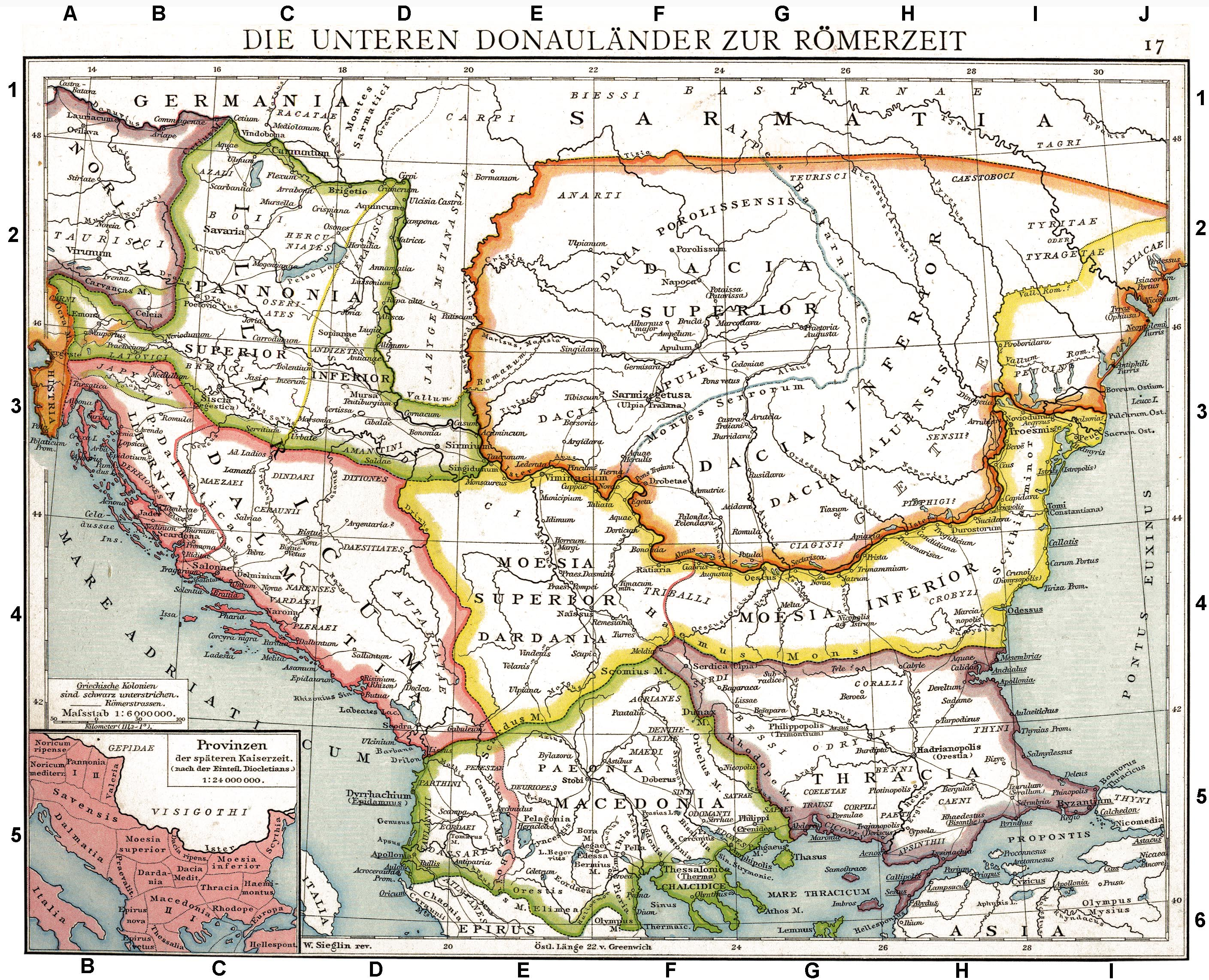
Kaart van de regio

De Eerste Slag bij Tapae (in het huidige Roemenië) vond plaats in het jaar 86, waarbij het Romeinse leger in een hinderlaag van de Daciërs liep en de legeraanvoerder Cornelius Fuscus om het leven kwam.

## Verloop
In het jaar 85 viel de Dacische koning Duras de Romeinse provincie Moesië binnen. Hij versloeg twee legioenen en doodde de Romeinse gouverneur Gaius Oppius Sabinus. De Romeinse keizer Domitianus trok met generaal Cornelius Fuscus op richting Moesië en dreef de Daciërs terug achter de Donau. De keizer keerde in het jaar 86 terug naar Rome om zijn overwinning te vieren.
Fuscus besloot nog datzelfde jaar om een strafexpeditie tegen de Daciërs uit te voeren. Hij trok met zes legioenen de Donau over, maar in de nauwe bergpas bij Tapae liep zijn leger in een hinderlaag van de Dacische koning Decebalus. De Romeinen leden zware verliezen en verloren hierbij het legioen Legio V Alaudae. Ook Fuscus sneuvelde. De Romeinen moesten zich noodgedwongen terugtrekken achter de Donau.

## Vervolg
Decebalus werd dankzij zijn overwinning op de Romeinen nu de koning van alle Daciërs.
Keizer Domitianus verdeelde de provincie Moesia in twee kleinere provincies en stuurde de generaals Cornelius Nigrinus en L. Funisulanus Vettonianus naar de regio. De beide provincies werden met meerdere legioenen versterkt. In het jaar 88 wist generaal Tettius Julianus de Daciërs terug te drijven, maar door problemen elders in het Romeinse Rijk moest Domitianus noodgedwongen een onvoordelige vrede met Decebalus sluiten.